# Sonates per a violí núm. 5-10 (Mozart)
La sèrie de Sonates per a violí núm. 5-10, K. 10-15, consta de sis obres compostes per Wolfgang Amadeus Mozart a la fi de l'any 1764, a Londres; això succeí en el transcurs del gran viatge de la família Mozart per Europa. Van ser encarregats per la reina consort del Regne Unit, Carlota de Mecklenburg-Strelitz, el 25 d'octubre i les obres li van ser dedicades el 18 de gener de 1765. Foren publicades com a Op. 3 de Mozart.
Són sonates per a teclat amb acompanyament de violí o flauta. Alguns manuscrits inclouen una part de violoncel com a acompanyament, en què aquest instrument dobles les notes principals que interpreta la mà dreta en el teclat. A causa d'això, hi ha certa ambigüitat sobre si s'han de classificar aquestes obres com sonates per a violí, sonates per a flauta o trios amb teclat.
És probable que les obres rebessin la influència d'una sèrie de sonates amb la mateixa instrumentació de la Op. 2 de Johann Christian Bach, que en aquell temps era el professor de música de la reina. J. C. Bach va fer amistat amb el petit Mozart i va esdevenir una de les principals influències musicals en els inicis com a compositor.
Les tonalitats i els moviments de cada sonata són els següents:
- Sonata per a violí núm. 5 en si bemoll major, K. 10.

Consta de tres moviments:
1. Allegro
2. Andante
3. Menuetto I i II

- Sonata per a violí núm. 6 en sol major, K. 11.

Consta de tres moviments:
1. Andante
2. Allegro
3. Menuetto (da capo Allegro)

- Sonata per a violí núm. 7 en la major, K. 12.

Consta de dos moviments:
1. Andante
2. Allegro

- Sonata per a violí núm. 8 en fa major, K. 13.

Consta de tres moviments:
1. Allegro
2. Andante
3. Menuetto I - II

- Sonata per a violí núm. 9 en do major, K. 14.

Consta de tres moviments:
1. Allegro
2. Allegro
3. Menuetto I - Menuetto II i carilló

- Sonata per a violí núm. 10 en si bemoll major, K. 15.

Consta de dos moviments:
1. Andante maestoso
2. Allegro grazioso